# Polen in der Republika Srpska

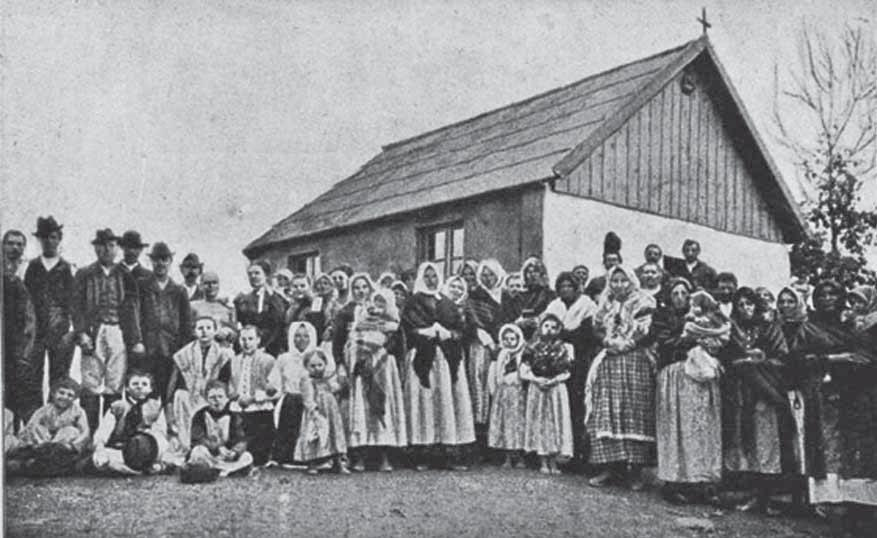
Die ersten polnischen Einwanderer im Dorf Čelinovac bei Gradiška (Anfang 20. Jahrhundert)

Die polnische Minderheit in der Republika Srpska (Polnisch: Polacy w Republice Serbskiej, Serbisch: Пољаци у Републици Српској) ist eine ethnische Minderheit, die aus Polen besteht und auf dem Gebiete der Republika Srpska in Bosnien und Herzegowina lebt. Polen zählen zu einer der 12 offiziell anerkannten Minderheiten der Republik, deren Interessen der Verband ethnischer Minderheiten der Republika Srpska (Савез националних мањина Републике Српске) vertritt. Heutzutage leben in der Republika Srpska nur noch 186 Polen (Angaben laut der Volkszählung 2013).

## Geschichte
Zahlreiche Polen katholischen Glaubens sowie Ukrainer, die der Ukrainisch griechisch-katholischen Kirche angehörten, siedelten während der Herrschaft der Doppelmonarchie (1878–1918) nach Galizien um. Sie lebten vorrangig in Prnjavor, Derventa, Gradiška, Banja Luka, Novi Grad und Prijedor. Im Jahre 1910 lebten in Bosnien 10 975 Polen, vorrangig Bauern, 1930 betrug die Zahl der römisch- und griechisch-katholischen Minderheit 20 000.
Während des Zweiten Weltkrieges wurden Polen als Katholiken von den nationalistischen Tschetniki angegriffen. Viele wurden Angehörige der kommunistischen Partisanen von Tito. 1944 und 1945 gab es besonders viele Angriffe gegen die polnischen Dörfer, was die ethnischen Polen veranlasste, um eine Übersiedlung nach Polen zu bitten. Nach Verhandlungen wurde die Ausreise gestattet. Die polnische Regierung wählte Bolesławiec zum Bestimmungsort der Übersiedler.
Eine Repatriierungswelle von 14 088 Menschen erfolgte vom 28. März bis 2. November 1946.
Der Volksaufzählung 1991 zufolge lebten in Bosnien 526 Polen.
Heutzutage leben weniger als 200 Polen in Bosnien; sie sprechen vorrangig Serbisch.